# Salix sitchensis
Salix sitchensis är en videväxtart som beskrevs av Sanson och August Gustav Heinrich von Bongard. Salix sitchensis ingår i släktet viden, och familjen videväxter. Inga underarter finns listade i Catalogue of Life.

## Bildgalleri

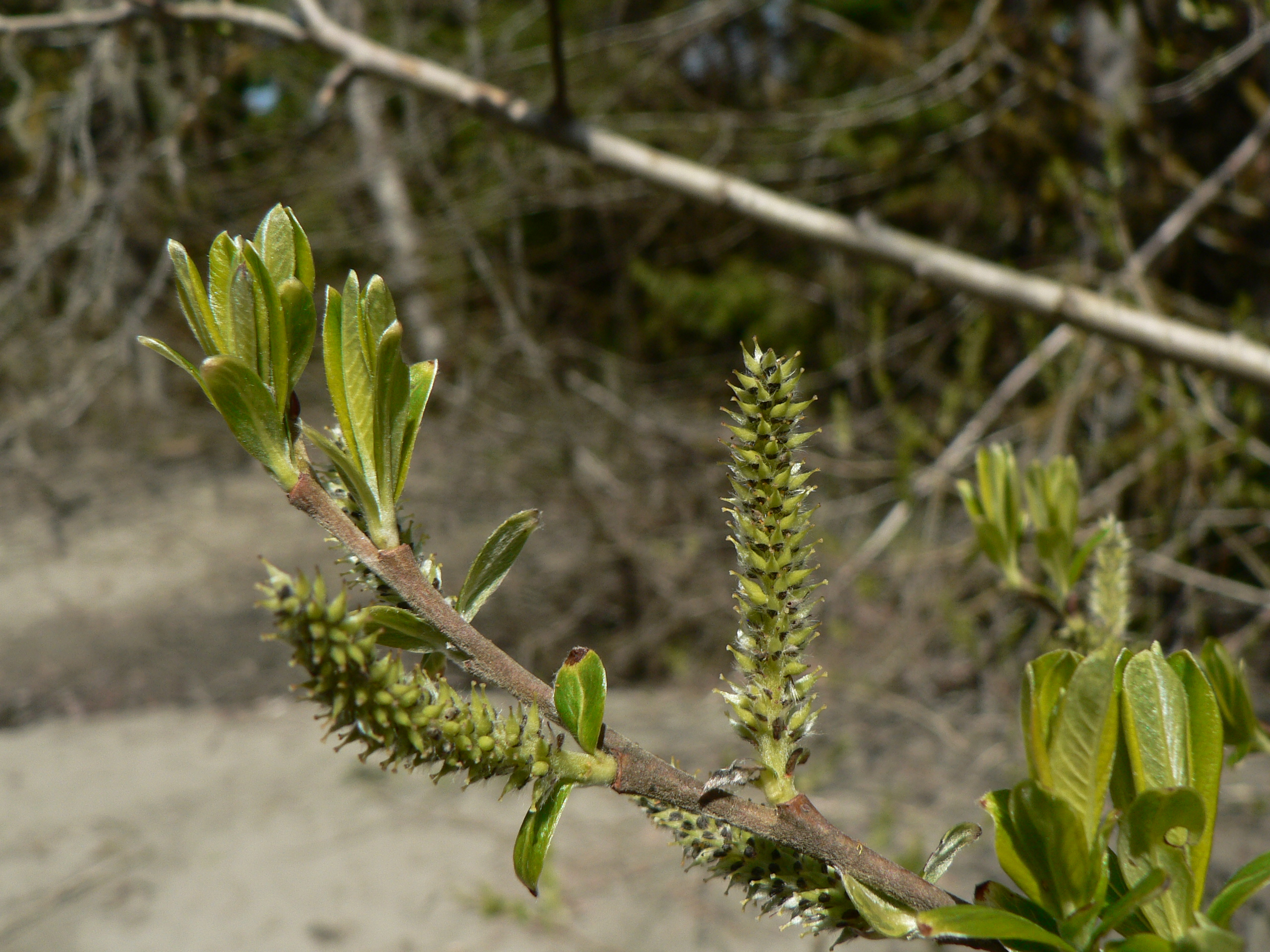
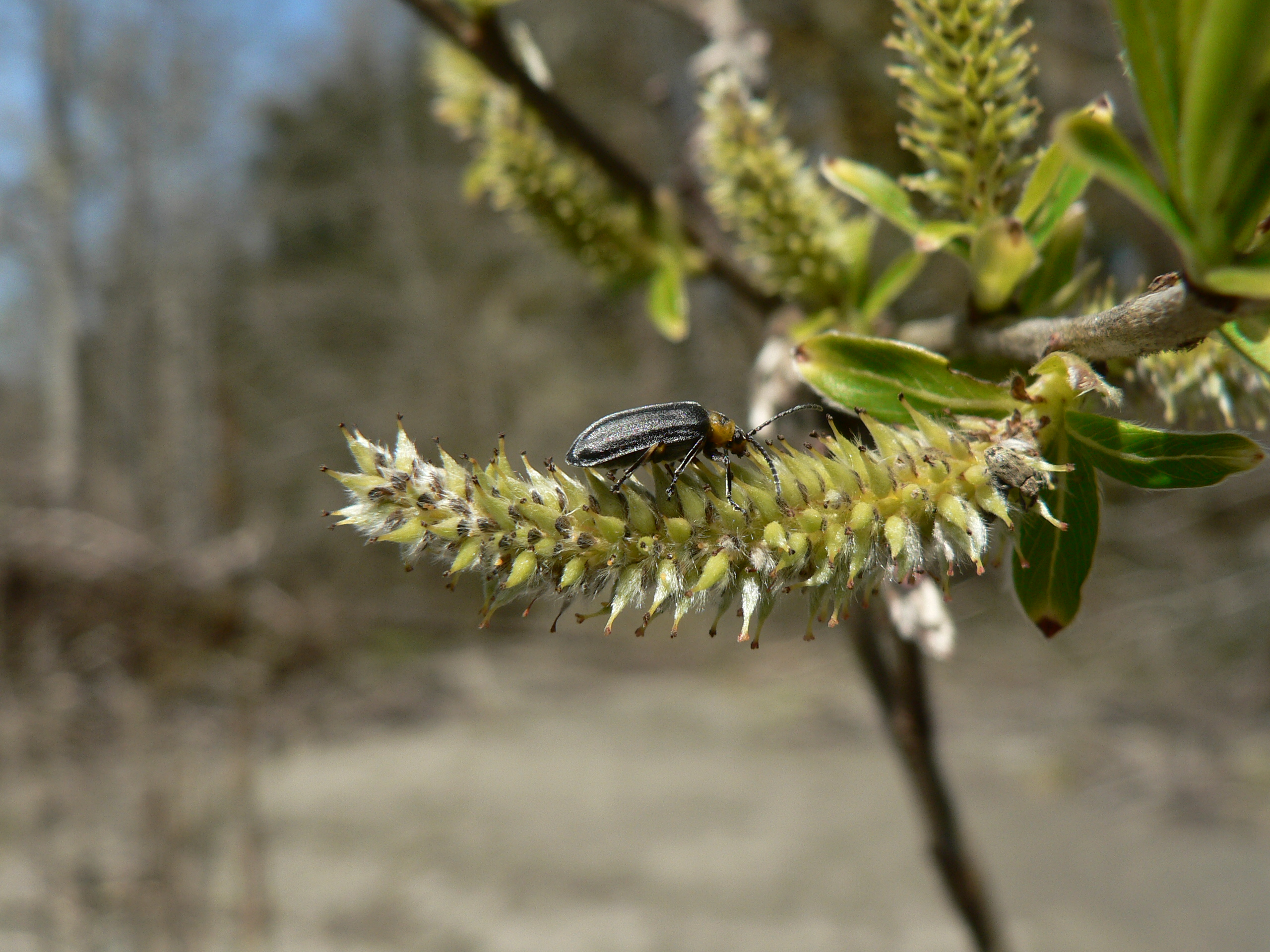
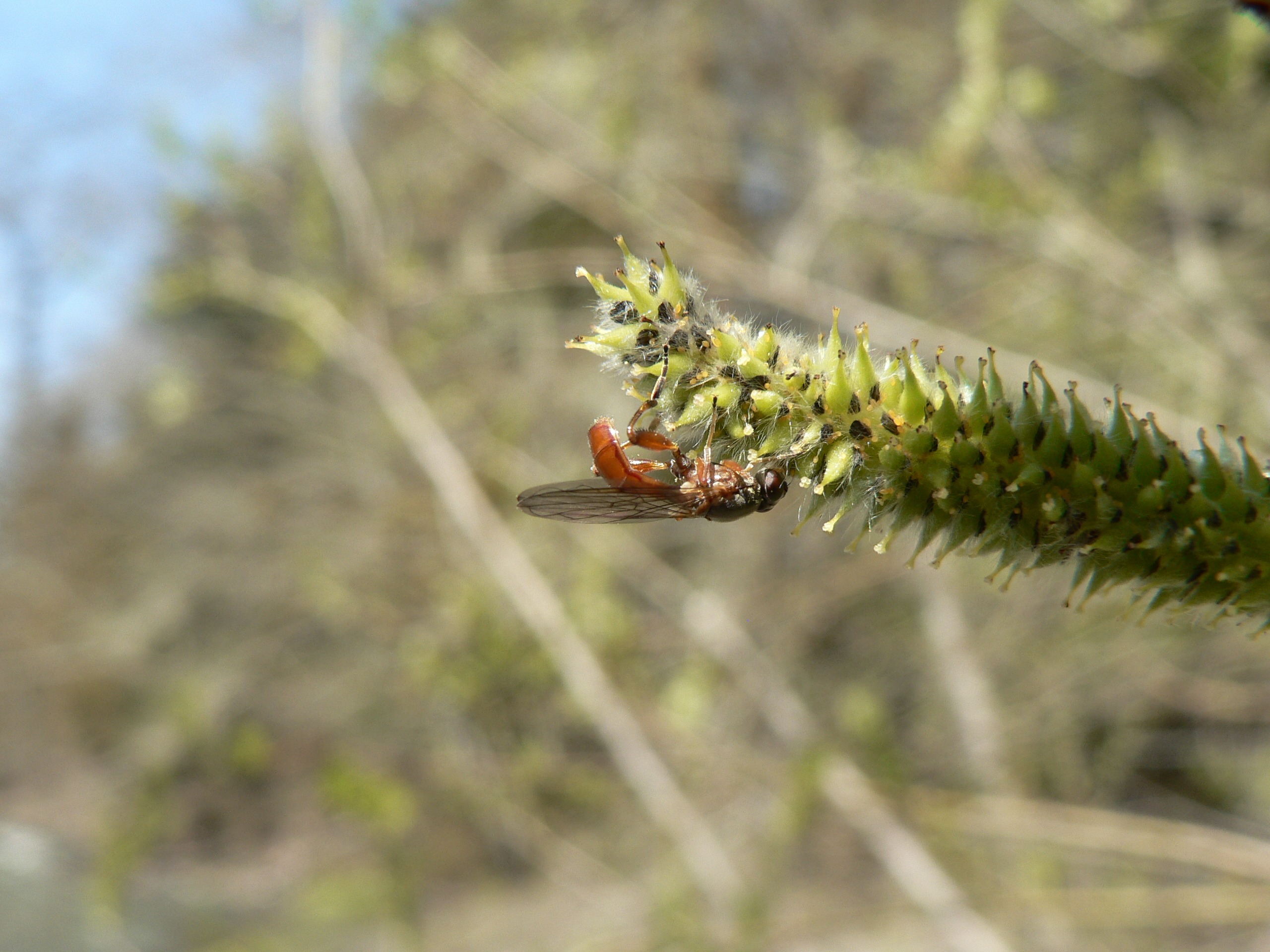
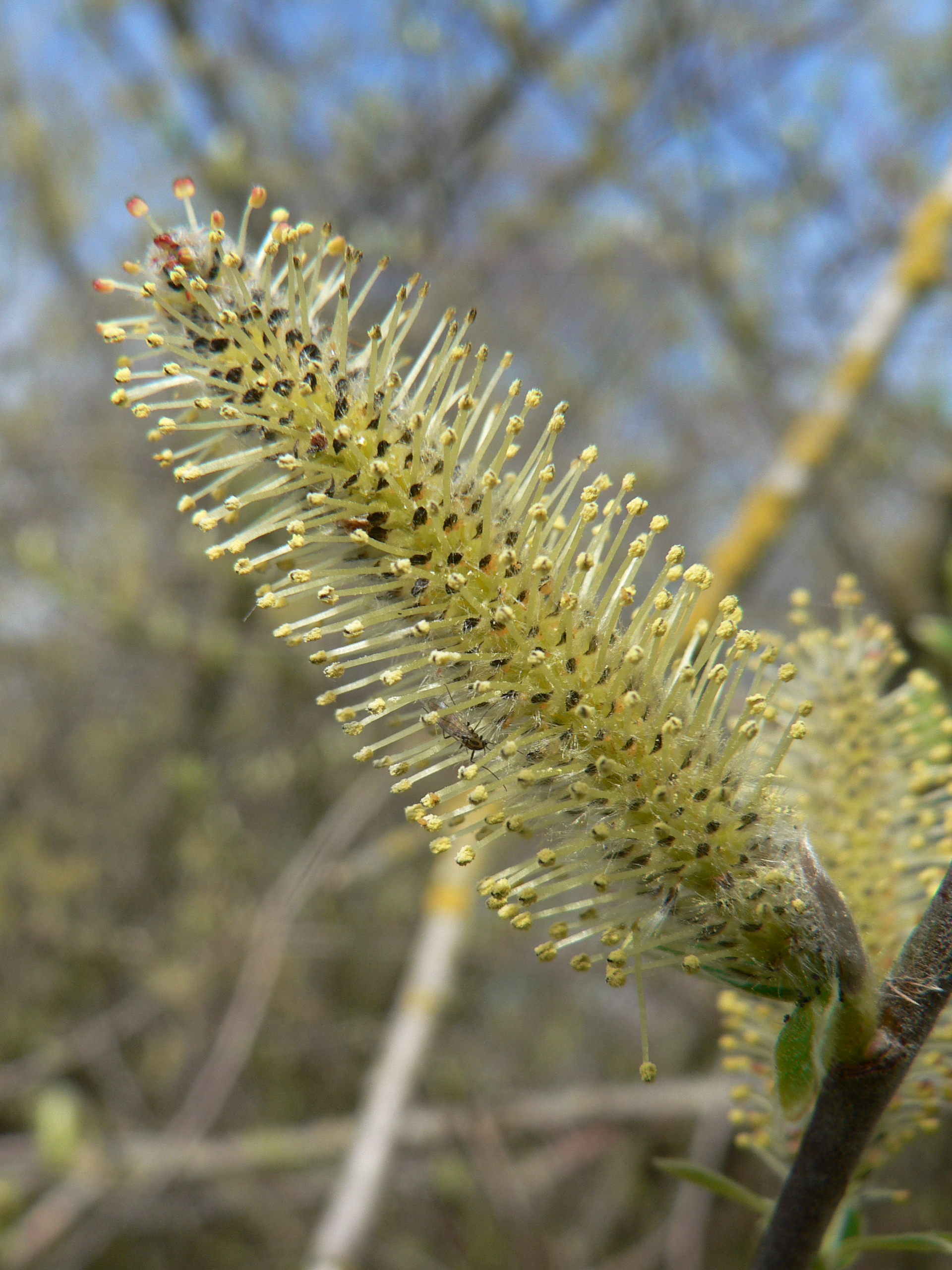
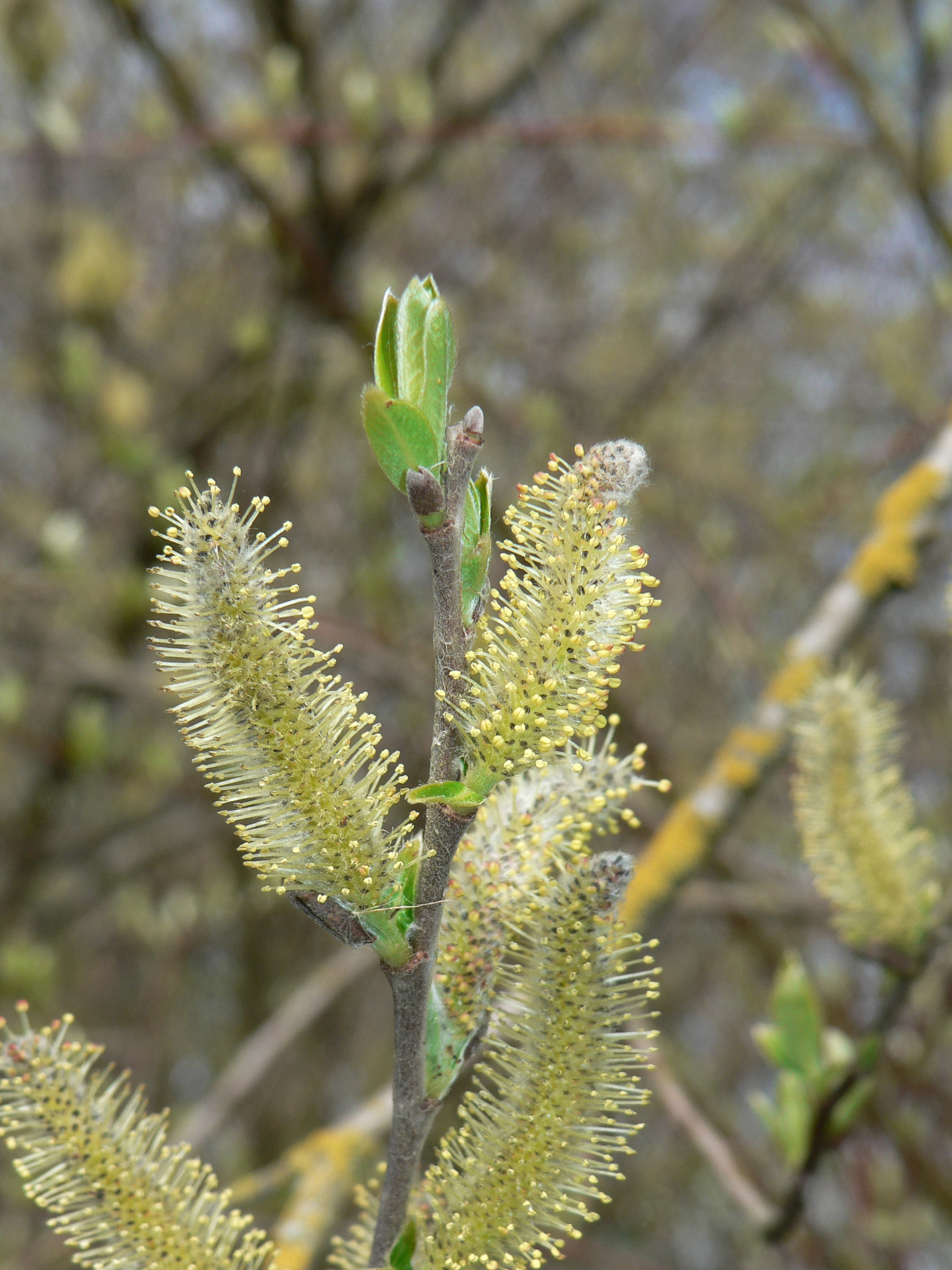
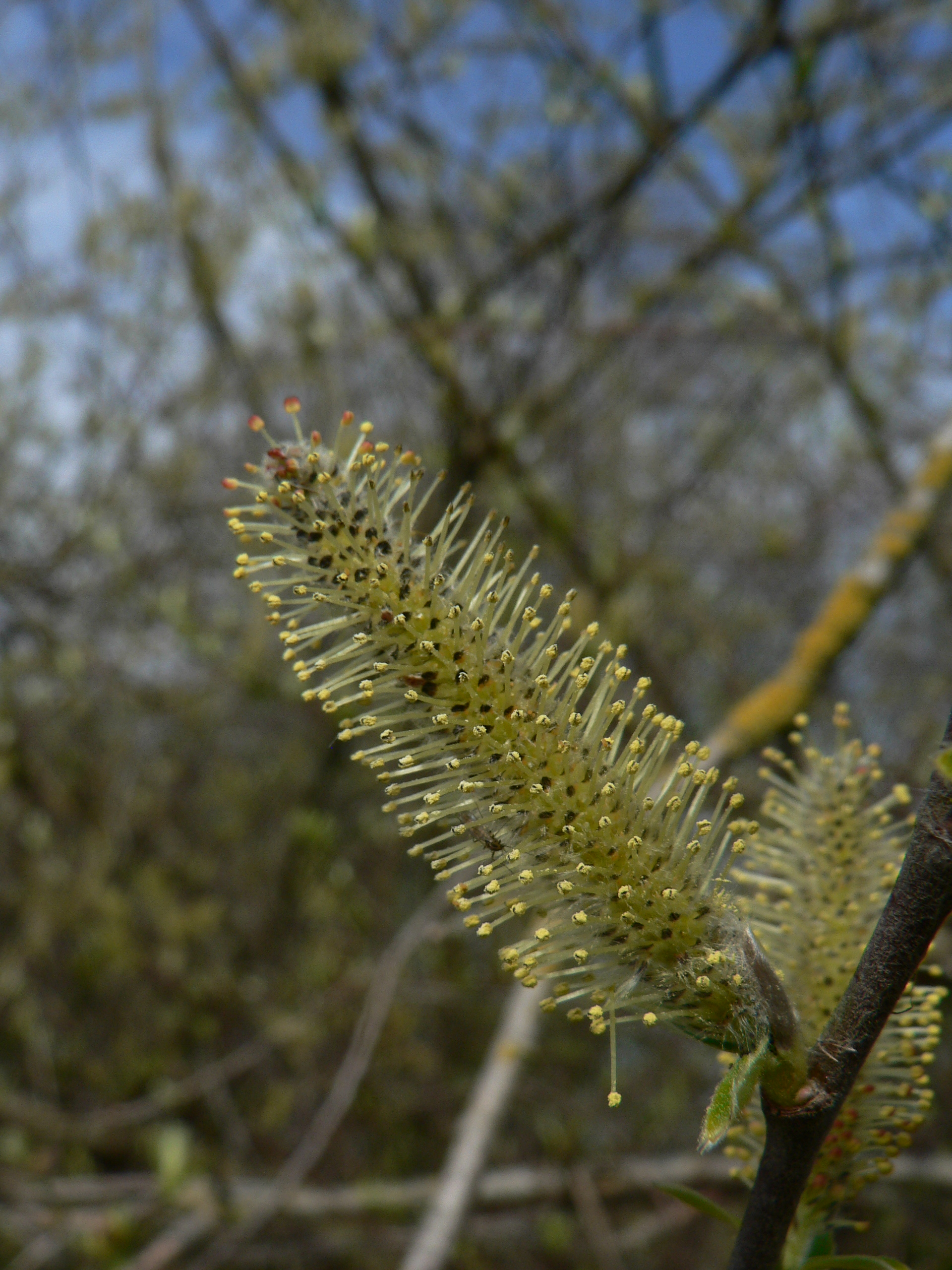